# 4260 Yanai
4260 Yanai eller 1989 AX är en asteroid i huvudbältet som upptäcktes den 4 januari 1989 av de båda japanska astronomerna Seiji Ueda och Hiroshi Kaneda i Kushiro. Den är uppkallad efter den japanske astronomen Masayuki Yanai.
Den tillhör asteroidgruppen Koronis.